# Escuela cartográfica mallorquina

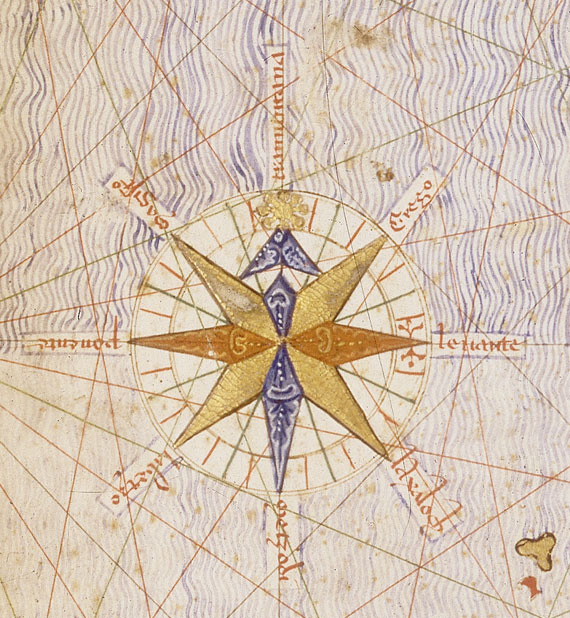
Detalle del Atlas Catalán, la primera rosa de los vientos mostrada en un mapa. Obsérvese la Estrella Polar ajustada al Norte.

La escuela cartográfica mallorquina es la expresión acuñada por los historiadores para referirse al grupo de autores de cartas portulanas e instrumentos de navegación, predominantemente judíos y judeoconversos con algunos cristianos asociados, que floreció en la isla española de Mallorca en los siglos XIII, XIV, XV y XVI. 
La escuela mallorquina suele ser contrastada con las escuelas contemporáneas de Génova y de Venecia. Tradicionalmente se afirmaba que las cartas mallorquinas se caracterizaban por estar más ricamente decoradas y mostrar más información geográfica sobre el interior de los continentes que las venecianas, que serían más austeras y puramente marítimas. Sin embargo, estudios recientes han refutado esta visión, mostrando que también había cartas venecianas ornamentadas y que mostraban conocimientos geográficos más amplios.
El término de "escuela cartográfica" es rechazado por varios historiadores, que consideran más exacto hablar de "escuela pictórica mallorquina" ya que los autores de cartas portulanas eran ante todo iluminadores de manuscritos. Según una síntesis reciente, la "escuela" mallorquina consistió no en geógrafos ni en astrónomos sino en una sucesión de talleres familiares "basados en el trabajo de copistas, pintores o iluminadores, orientados a un mercado mediterráneo".

## Orígenes
Mallorca, la mayor de las Islas Baleares  en el oeste de Mediterráneo, tiene una larga historia vinculada a la navegación. Mercaderes musulmanes y judíos comerciaron a través del Mar Mediterráneo con Italia, Egipto y Túnez, y en el siglo XIV su comercio ingresó en el Atlántico, llegando hasta Inglaterra y los Países Bajos.
Gobernado como un reino musulmán independiente durante gran parte de la Alta Edad Media, Mallorca quedó bajo dominio cristiano en 1231, aunque mantuvo cierta independencia como Reino de Mallorca hasta 1344, cuando fue anexada permanentemente a la Corona de Aragón. Esto coincidió con un período de expansionismo aragonés a través del Mediterráneo hasta Cerdeña y Córcega, Sicilia y Grecia (Atenas y Neopatria), en el que a menudo se recurrió a la experiencia náutica, cartográfica y mercantil de Mallorca. Los comerciantes y la gente de mar mallorquines encabezaron el intento de la Corona aragonesa de apoderarse de las Islas Canarias recién descubiertas en el Atlántico desde la década de 1340 hasta la década de 1360.
Los cosmógrafos y cartógrafos mallorquines experimentaron y desarrollaron sus propias técnicas cartográficas. 

## Controversia sobre el origen
Tanto Mallorca como Génova han reclamado la invención de la carta portulana, y es poco probable que esto se resuelva alguna vez. Pocas cartas anteriores a 1300 han sobrevivido hasta nuestros días. La denominada Carta Pisana, realizada a fines del siglo XIII (1275–1300), es la carta náutica más antigua que se conserva.
Los primeros ejemplares existentes, desde la primera mitad del siglo XIV, parecen haber sido elaborados por cartógrafos genoveses, y las cartas mallorquinas aparecieron solo en la segunda mitad del siglo. Como resultado, muchos historiadores han argumentado que la cartografía mallorquina deriva de los genoveses, citando a la misteriosa figura de Angelino Dulcert, posiblemente un inmigrante genovés que trabajaba en Mallorca en la década de 1330, como el intermediario clave en la transmisión.
A finales del siglo XIX, Adolf Erik Nordenskiöld afirmó que las cartas que se conservan son engañosas, que los primeros mapas genoveses eran solo copias fieles de un hipotético prototipo (ahora perdido), compuesto alrededor de 1300 por un desconocido cosmógrafo mallorquín, posiblemente con la participación de Ramon Llull.
Una posición intermedia reconoce la prioridad de los genoveses, pero insiste en que la escuela mallorquina tuvo un origen autónomo, en el mejor de los casos "inspirada" (pero no derivada) de los genoveses. Las investigaciones recientes tienden a inclinarse hacia el primera interpretación, pero al mismo tiempo rechazan algunas de las afirmaciones italianas más extremas y reconocen el desarrollo  mallorquín diferenciado.

## Estilo mallorquín

Una parte del Atlas catalán creado por el cartógrafo de Mallorca Abraham Cresques

En los siglos XIX y XX, los historiadores de la cartografía acuñaron el concepto de una "escuela" de cartografía mallorquina, diferenciada de las de Génova y Venecia, a partir de 1375. La distinción entre las tres escuelas era, según ellos, más de estilo que de alcance. La mallorquina se caracteriza por mostrar: una red de rumbos con un único centro; los ríos en color y en toda su extensión; las cordilleras con formas características estandarizadas; emblemas heráldicos; signos convencionales para ciudades y algunas ilustraciones tradicionales para lugares como Jerusalén o el Arca de Noé.
El primer mapa que corresponde plenamente a este estilo es el Atlas catalán de 1375 (atribuido al cartógrafo mallorquín Abraham Cresques), que incluye muchos detalles de las regiones interiores y está repleto de ilustraciones coloridas y ricas. Los tipos de mapas producidos por la escuela mallorquina abarcan desde cartas náuticas simples hasta mapamundis circulares monumentales. Algunas cartas náuticas se vendían junto con instrumentos como brújulas y compases mientras que otras, las más ricamente decoradas, eran objetos ornamentales para regalo, destinadas a clientes en lugares tan lejanos como Francia, Inglaterra o Flandes.
Entre las características reproducidas en casi todas las cartas mallorquinas se encuentran:
- Notas y etiquetas dispersas en catalán.
- El mar rojo pintado en color rojo.
- Las montañas del Atlas representadas como una palmera.
- Los Alpes dibujados como una pata de gallina.
- El Tajo como un cayado de pastor, con la curva alrededor de Toledo.
- El Danubio como una cadena de eslabones o lomas.
- Bohemia como una herradura.
- La isla canaria de Lanzarote coloreada con un escudo genovés (cruz roja sobre blanco).
- La isla de Rodas también se coloreada con un escudo con una cruz.
- El escudo de bandas de la Corona de Aragón se reproducía con la mayor frecuencia posible, incluyendo la cobertura de la isla de Mallorca.
- Una brújula en algún lugar del mapa, con la Estrella Polar en el norte.[9]

Entre las personas en miniatura que se encuentran habitualmente en muchos mapas mallorquines, se encuentran representaciones de los comerciantes en la Ruta de la Seda y en la ruta transahariana, el Emperador de Malí sentado sobre una mina de oro y el barco de Jaume Ferrer.
Aunque la escuela italiana se adhirió en gran medida a su estilo poco denso, algunos cartógrafos italianos posteriores, como los hermanos Pizzigani y Battista Beccario experimentaron con temas mallorquines, e introdujeron algunas de sus características en sus propios mapas.
Aunque algunos historiadores distinguen los mapas italianos como "náuticos" y los mapas mallorquines como "náutico-geográficos", es importante señalar que los mallorquines no sacrificaron la función náutica esencial de sus portolanos. Excluyendo las ilustraciones pintorescas, las cartas de Mallorca son para la navegación tan detalladas y útiles como las italianas.
A partir de 1440, los mapas mallorquines como los de las familias Viladestes y Valseca muestran una pérdida significativa de información geográfica y etnográfica a causa de la desaparición y mala interpretación de muchos símbolos.

## Miembros
Los principales miembros de la escuela mallorquina de cartografía incluyen:
- Angelino Dulcert (Trabajo destacado hacia 1339) Posiblemente un inmigrante genovés. Su estilo no corresponde al que sería el de la escuela mallorquina.
- Cresques Abraham (Trabajo destacado hacia 1375)
- Jehuda Cresques ("Jaume Riba" o "Jacobus Ribes")
- Haym Ibn Risch ("Joan de Vallsecha")
- Guillem Soler (Trabajo destacado hacia 1380)
- Mecia de Viladestes (Trabajo destacado hacia los años 1410)
- Jacomé de Mallorca (1420?) - Se trasladó a Portugal
- Gabriel de Vallseca (Trabajo destacado hacia en las décadas de 1430 y 1440)
- Pere Rossell (Trabajo destacado en la década de 1460)
- Jaume Bertrán (Trabajo destacado en la década de 1480)

A diferencia de Italia, donde las artesanías de fabricación de instrumentos y cartografía eran distintas, la mayoría de los cartógrafos mallorquines también trabajaban como fabricantes de instrumentos náuticos, apareciendo a menudo en registros ciudadanos como maestros de mapas y bruixoler (constructor de brújulas). Algunos, como Cresques Abraham, también tenían interés por la astrología y astronomía, y pro ello insertaron calendarios astronómicos en sus atlas.
Muchos de los miembros de la escuela mallorquina eran judíos o, sobre todo después de 1391, judeoconversos.
La producción de las cartas portulanas medievales se puede atribuir a dos escuelas principales: la italiana y la catalana. Los cartógrafos medievales italianos provenían principalmente de Génova y Venecia. Además de estas dos escuelas principales, se hicieron algunos mapas en Portugal, de los cuales el más antiguo conservado data de 1470.
Los cartógrafos mallorquines fundaban su conocimiento geográfico en diversas fuentes, que circulaban gracias al ambiente multicultural de la isla. Los comerciantes musulmanes y judíos participaron en un extenso comercio con Egipto y Túnez, y en el siglo XIV comenzaron a hacer negocios con Inglaterra y los Países Bajos. Los mapas que hicieron fueron apreciados por los príncipes y gobernantes de Aragón y Francia. Los mapas hechos en Mallorca eran fáciles de reconocer por sus ilustraciones de brillantes colores de rasgos geográficos significativos y retratos de gobernantes extranjeros.
El primer mapa conocido de la escuela mallorquina fue hecho en 1339 por Angelino Dulcert. Ya en este primer trabajo están presentes todas las características que los historiadores han atribuido a la denominada "escuela cartográfica mallorquina". Dulcert hizo dibujos precisos y coloridos, que muestran detalles geográficos más allá de las costas, incluyendo ríos, lagos, montañas, etc. Las notas que describen su mapa están escritas en latín.

## Atlas Catalán - Abraham y Jehuda Cresques

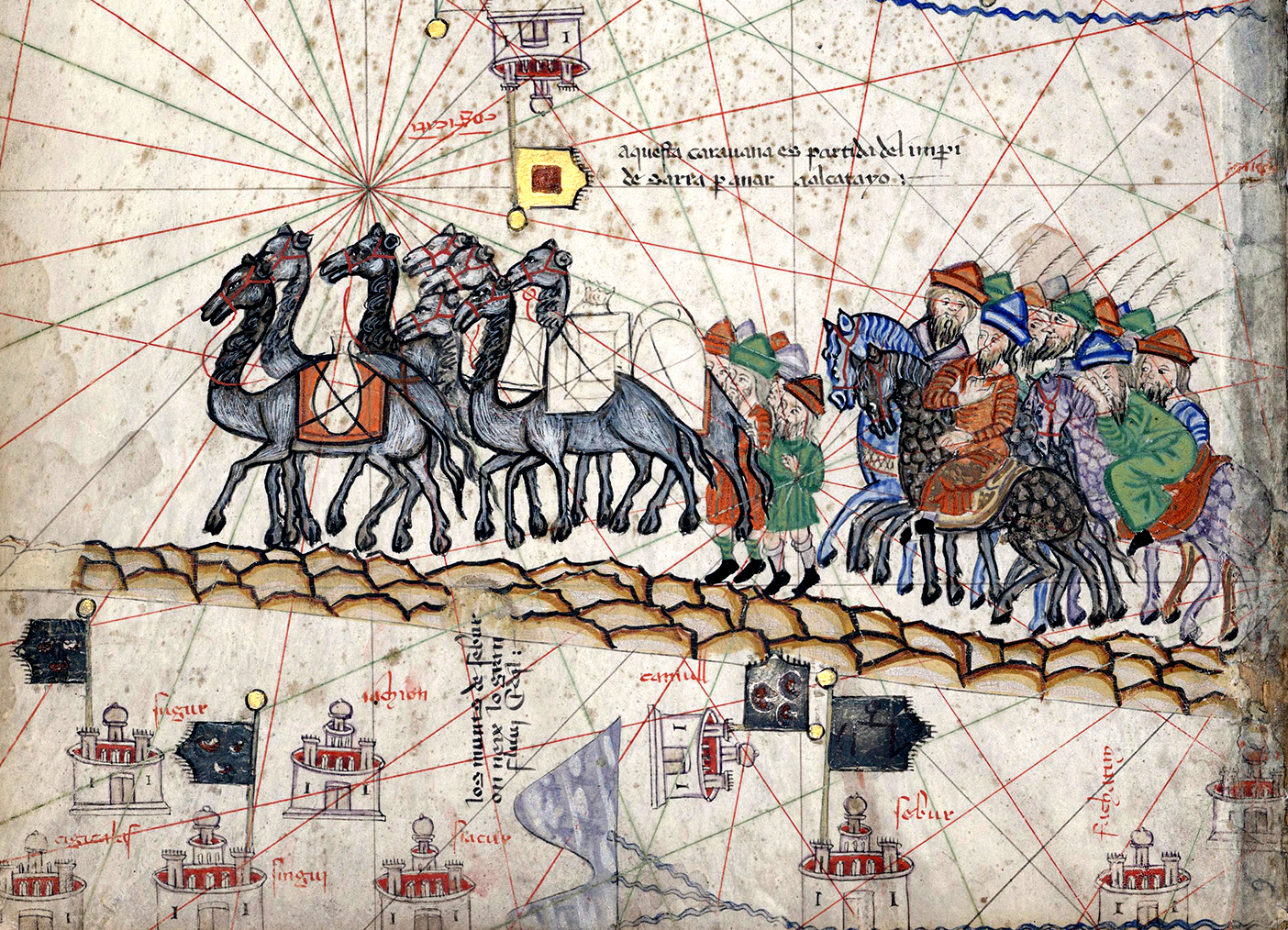
Caravana de Marco Polo del Atlas Catalán

El mallorquín judío Cresques Abraham, maestro de mapamundis y brújulas, trabajó en 1374 y 1375 en un encargo del rey Juan I de Aragón. El mapa que hicieron fue enviado como regalo al rey de Francia y, siglos más tardía sería denominado el Atlas Catalán. Las dos primeras hojas, que forman la parte oriental del Atlas catalán, ilustran numerosas referencias religiosas, así como una síntesis de mappae mundi medieval (Jerusalén ubicada cerca del centro) y la literatura de viajes de la época, en particular el Libro de Maravillas de Marco Polo y el viaje de Juan de Mandeville. Se pueden identificar muchas ciudades indias y chinas. Los textos explicativos informan sobre las costumbres descritas por Marco Polo. Cresques, que sabía árabe, también usó las narraciones de viajes del explorador marroquí Ibn Battuta. La Meca tiene una cúpula azul y muestra la oración musulmana. El texto al lado de la imagen es:

En esta ciudad es el santuario de Mahoma el Profeta de los sarracenos, que vienen aquí en peregrinación de todos los países. Y dicen que, después de haber visto algo tan precioso, que ya no son dignos de ver nada más en absoluto, y que ciegan a sí mismos en honor a Mahoma.

Mientras que las áreas bajo control musulmán estaban marcadas con cúpulas, Jerusalén estaba rodeada de relatos del Antiguo y Nuevo Testamento, como el Jardín del Edén, la Crucifixión de Jesús, el Arca de Noé y otros.
La imagen de la caravana está acompañada por el reporte de viaje de Marco Polo:

Debes saber que aquellos que deseen cruzar este desierto permanecen y se hospedan durante una semana en un pueblo llamado Lop, donde ellos y sus bestias pueden descansar. Luego preparan todas las provisiones que necesitan por siete meses.

En la actualidad, el Atlas Catalán se conserva en la Biblioteca Nacional de Francia. Algunos otros mapas de Cresques se mencionan en inventarios de España y Francia a fines de 1387.
El hijo de Cresques Abraham, Jehuda Cresques, continuó la profesión de su padre. Se vio obligado a convertirse al cristianismo en 1391, adoptando el nombre de Jacobo Ribes. Fue llamado "el jueu de les bruixoles" ("el judío de las brújulas").

## Otros cartógrafos judíos
Otro famoso cartógrafo judío fue Haym Ibn Risch. Se vio obligado a convertirse al cristianismo y tomó el nombre de Juan de Vallsecha. Probablemente fue el padre de Gabriel de Vallseca, que también produjo unos mapas muy precisos del Mar Negro y del Mar Mediterráneo. Otro cartógrafo judío fue Mecia de Vildestes (o Viladestes). Un destacado mapa de Vildestes con fecha de 1413 se conserva en la Bibliothèque Nationale de Paris.
Las persecuciones antijudías pueden haber sido la causa de la decadencia de la escuela de cartografía de Mallorca.